# 3524 Schulz
A 3524 Schulz (ideiglenes jelöléssel 1981 EE27) a Naprendszer kisbolygóövében található aszteroida. Schelte J. Bus fedezte fel 1981. március 2-án.